# Teutberga de Arles
Teutberga de Arles também chamada Theutberga ou Thiberge Arles (c. 887 - antes de setembro de 948). Foi uma nobre da Provença medieval e pelo seu casamento com Guerner de Troyes, condessa de Troyes.

## Relações familiares
Foi filha de Teobaldo de Arles (860 - 895), conde de Arles e Berta da Lotaríngia (863 - 8 de março de 925), filha ilegítima do rei da Lotaríngia, Lotário II da Lotaríngia (835 - 869) e de Teutberga de Valois (? - 875), filha de Bosão de Valois "O Velho" conde de Valois (800 - 855).
Casou  em 908 com Guerner de Troyes também referido como Warnarius de Troyes, (c. 885 - 6 de dezembro de 924), conde de Troyes, morto na luta contra os viquingues na Batalha de Chalmont   entre Milly-la-Foret e Barbizon, de quem teve: 
1. Manasses de Arles (? - c. 962) arcebispo de Milão e de Arles entre 920 e 962.[6]
2. Roberto de Troyes, visconde de Autun (900 - 950).
3. Tiberga de Troyes também denominada como Theuberge de Sens (909 - após 962).
4. Fromond I de Sens (c. 914 - 951), Conde de Sens.
5. Berta de Sens (915 -?).